# 双対錐と極錐

ある集合 C とその双対錐 C*

ある集合 C とその極錐 C^{o}。双対錐と極錐は原点対称である。

双対錐（そうついすい、英: dual cone）と極錐（きょくすい、英: polar cone）は、数学の凸解析の分野において密接に関連する概念である。

## 双対錐
例えばユークリッド空間 Rn などの、位相的双対 X* を備える線型空間 X に対し、その部分集合 C の双対錐 C* は次の集合で定義される。
{\displaystyle C^{*}=\left\{y\in X^{*}:\langle y,x\rangle \geq 0\quad \forall x\in C\right\}}
ここで ⟨y, x⟩ は X と X* の間の双対組、すなわち ⟨y, x⟩ = y(x) である。
C が凸集合や線型錐でない場合でも、C* は常に凸錐である。
代替的に、多くの研究者は実ヒルベルト空間（ユークリッド内積を備える Rn など）の文脈において双対錐を定義している。それは次の集合で定義され、しばしば内的双対錐（internal dual cone）と呼ばれる。
{\displaystyle C_{\text{internal}}^{*}:=\left\{y\in X:\langle y,x\rangle \geq 0\quad \forall x\in C\right\}.}
この後者の C* の定義によると、C が錐であるときに、次の性質が成り立つことが分かる：
- ゼロでないベクトル y が C* に含まれるための必要十分条件は、次の両条件が成立することである：

1. y は C の支持超平面（英語版）の原点での法線ベクトルである。
2. y と C はその支持超平面の同一側面にある。

- C* は閉かつ凸である。
- C1 ⊆ C2 ならば {\displaystyle C_{2}^{*}\subseteq C_{1}^{*}} である。
- C の内部が空でないなら、C* は付点集合、すなわち C* はその内部に直線を含まない。
- C が錐で、C の閉包が付点集合であるなら、C* の内部は空でない。
- C** は C を含む最小の凸錐である（超平面分離定理の帰結）。

## 自己双対錐
ベクトル空間 X 内の錐 C が自己双対（self-dual）であるとは、内積 ⟨⋅,⋅⟩ に関する内的双対錐が C に等しいような内積を X が備えることが出来ることを言う。実ヒルベルト空間における内的双対錐として双対錐を定義する研究者はしばしば、錐が自己双対であるとはそれがその内的双対と等しいことであると定義する。これは、内積の変化を許す上述の定義とは異なる。例えば、上述の定義では楕円型基を備える Rn 内の錐は自己双対である。なぜならば、内積はその基を球状に変えることができ、Rn 内の球状の基はその内的双対に等しいからである。
Rn の非負の象限とすべての半正定値行列の空間は、楕円型の基を備えるため、自己双対錐である（しばしば球錐やローレンツ錐、アイスクリーム錐などと呼ばれる）。したがってそのような基を備える R3 内のすべての錐は、奇数個の頂点を持つ正多角形の凸包である。
少し変わった例として、基が「家」の形をした R3 内の錐が挙げられる。すなわち、ある正方形と、その外側の点を正方形の一辺と結ぶことで構成される正三角形の凸包である。

## 極錐

閉凸錐 C の極錐は、閉凸錐 C^{o} であり、その逆も成り立つ。

X 内のある集合 C に対し、C の極錐は次の集合で定義される。
{\displaystyle C^{o}=\left\{y\in X^{*}:\langle y,x\rangle \leq 0\quad \forall x\in C\right\}.}
極錐は双対錐に -1 を掛けたものであることが分かる。すなわち、Co = −C* である。
X 内の閉凸錐 C に対し、極錐は C の極集合と等しい。